# Cima dei Bureloni
Cima dei Bureloni je hora v horské skupině Pale di San Martino nacházející se na hranici mezi provincií Trento a provincií Belluno. Se svou nadmořskou výškou 3 130 m je třetím nejvyšším vrcholem této horské skupiny Dolomit. Nachází se mezi hřebenem Campanili di val Strut (na JV) a Cima di Valgrande (na SV).

## Toponymum
Název pochází z nářečního slova "burel", které znamená strž nebo sráz, což odkazuje na strukturu svahů této hory, které jsou s výjimkou SV strany tvořeny souvislým střídáním jehlanů a převisů 

## Prvovýstupy a hlavní přístupové cesty
Vrchol zdolali 26. července 1888 L. Darmstädter, R. Kramer, L. Stabeler a C. Bernard, kteří lezli žlabem v jihovýchodním svahu (tato trasa byla použita i při prvovýstupu v zimě), nejjednodušší a nejméně riskantní cesta na vrchol vede ze severovýchodního svahu podél Valgrande, ledovce Ziròcole a průsmyku Bureloni, na horu, která je považována za jednu z nejkrásnějších v Pale di San Martino, však vede mnoho dalších horolezeckých cest.